# Max Binder
Pour les articles homonymes, voir Binder.
Max Binder, né le 26 novembre 1947 sous le nom de Maximilian Binder à Illnau-Effretikon, est une personnalité politique suisse membre de l'Union démocratique du centre (UDC). Il est agriculteur de profession.

## Biographie
Il est élu au Conseil national dès 1991.